# A labdajátékok története
A labdajátékok alapmozgásai – futás, ugrás, dobás –, mint a létfenntartás eszközei, az emberré válással párhuzamosan indultak a fejlődésnek. A történelem során a civilizációk nagy része űzött valamilyen labdajátékot és ezek nagy része tekinthetők a mai labdajátékok elődjének.

## Őskor
Az őskorban elkezdődött a végtagok mozgásának specializálódása, különösen a dobókar egyre kifinomultabb használata, ami hamarosan a kőkorszaki ember legfontosabb fegyverévé vált. Ezt támasztják alá a fennmaradt barlangrajzok is, ahol a gyakran tűnik fel a követ vagy dárdát hajító ősember alakja.

## Ókor
Az ókorban a maga nyers, kezdetleges formájában megjelenik a labda, és mint a társasjátékok egyik eszköze, hamarosan népszerűvé válik. Ettől kezdve a dobás megszűnik csupán harci tevékenységnek lenni, és mint sportmozgás az emberi tevékenység szerves részévé válik. Egyes feltevések szerint az ősi Kínában már i. e. 2500-ban játszottak labdajátékokat. Egyiptomban i. e. 1800 körül a labdajátékok vallási szertartások részét képezték.
Ugyanígy az ókori görögöknél, rómaiaknál és a későbbiekben a japánoknál is szemtanúi lehetünk ilyen játékok kialakulásának. Homérosz híres eposzában, az Odüsszeiában említést tesz egy bizonyos uránia nevű játékról, ahol a labda elfogása és pontos továbbítása volt a cél. Néhány római kori vázán szintén felfedezhető egy kézzel játszott labdajáték, a Harpastum, ahol a játékosoknak egy meghatározott vonalon túlra kellett dobniuk a labdát.

### A kinaiak és a Tsu Chu

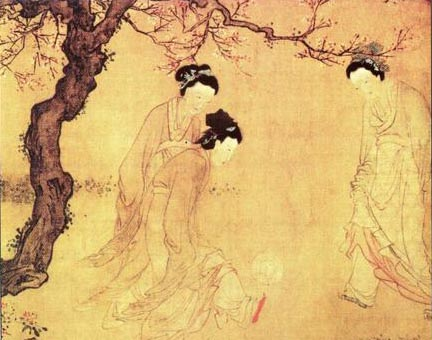
Kínai hölgyek Tsu Chu-t játszanak

Bizonyított tény, hogy egy lábbal játszott játék alakult ki i.e. 2500-ban Kínában. A neve Tsu Chu volt, amely szó szerint azt jelenti, hogy labdarúgás. A gól egy háló volt lyukkal a közepén (a lyuk átmérője 30–40 cm volt), kifüggesztve két bambuszrúdra 9 méter magasan. Az kapott pontot, aki berúgta a lyukba a labdát. A „zuqui” röplabda nagyságú, bőrből összevarrott, állati szőrmével kitömött labda volt. Ezt használták a Tsu Chu játszására.
A Tsu Chu része volt a katonai kiképzésnek a Tsin Dinasztiában (i.e.255-206) és széleskörűen játszották a Han Dinasztiában is (i.e. 206-tól i.sz.220-ig). A későbbiekben a játéknak több változata is kialakult.

### A japánok és a Kemari

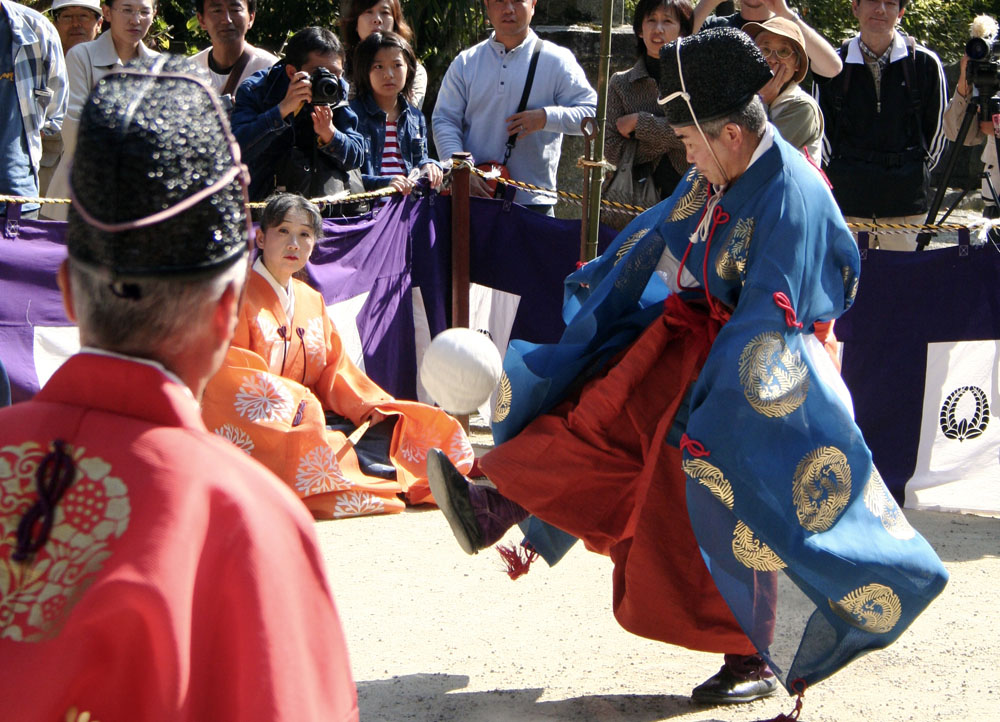
Kemari a Tanzan Szentélyben

Nem sokkal a kínaiak után, a japánok is elkezdtek játszani egy Kemari nevű lábbal játszott játékot. A hivatalos feljegyzések szerint pár évszázaddal később alakult ki, de a legnagyobb valószínűséggel már előtte is létezett egy hasonló változata. Egy nemrégiben felfedezett irat szerint rendeztek egy játékot a kínai Tsu Chu és a japán Kemari játékosok között, nagyjából i.sz. 50-ben.
A Kemari a dekázásokon alapult és nagy ügyességet igényelt. A játékosok lábbal adogatták a labdát egymásnak úgy, hogy az ne érintse a földet. Amikor egy játékos labdához jutott, engedélyezett volt számára, hogy dekázgasson mindaddig, amíg az teljesen az ellenőrzése alá nem került. Ekkor tovább kellett, hogy adja egy másik játékosnak.
A játékosok száma nem volt meghatározva, ezért terjedhetett kettőtől akár tizenkettőig is. A labda 24 cm átmérőjű volt. Őzbőrből készült és fűrészporral volt kitömve. A pályát fák vették körül, ezek alkották a határvonalat. Az arisztokraták szándékosan ültettek fákat a kertjeikbe úgy, hogy azok pályát alkossanak. Évszázadokkal később ruházatot is tervezetek a japán játékosok, arra a célra, hogy azt viseljék, amikor a Kemarit játsszák. A játék a 10. századtól a 16. századig nagy népszerűségnek örvendett.

### Ógörög labdajátékok
Nagyon keveset tudunk az ógörög labdajátékokról, kettőről mégis szükséges említést tennünk.
- Episkyro – Körülbelül i.e. 800-ban gyakorolták ezt a játékot.Lábbal játszották, de az egyik alapszabály volt az, hogy a kezeket is engedélyezett volt használni. Leginkább a rögbihez hasonlított, de rokonságot mutatott a labdarúgással is: főleg a pálya méretei és a csapatonkénti 12 játékos miatt
- Harpastron – Ez a másik görög játék neve, amely sokak szerint a futball elődje

### A rómaiak és a Harpastum
A rómaiak az Episkyro és Harpastron játékból egy új labdajátékot alakítottak ki és elnevezték Harpastum-nak. Sokak szerint a Harpastum a labdarúgás igazi elődje.
Kialakulásának idejét nehéz meghatározni, de tudjuk, hogy a Római Birodalom i.e. 146-ban leigázta Hellászt. Nem sokkal ezután fedezhették fel a játék görög formáját és fejleszthették tovább azt a Harpastum-má. Julis Caesar és tábornokai alkalmazták katonai kiképzésként a fizikai állóképesség javítására a hadseregben.
„Kislabda”-játékként is ismerték. Ez arra enged következtetni, hogy a többi rómaiak által játszott labdajátékban jóval nagyobb labdákat használtak. A labda varrott bőrből készült és állati szőrmével tömték ki. Átmérője 24 cm volt.
A játék pontos szabályai nem ismeretesek, de tudjuk, hogy a pálya négyszögletes és csak kicsivel volt kisebb, mint egy futball-pálya. A játékosok száma játékonként változó volt. A csapatoknak a pálya két szélén egy-egy vonaluk volt, és az a csapat szerzett pontot, amelyik átjuttatta az ellenfél vonalán a labdát.
A játék jelentős gyorsaságot, ügyességet és fizikai erőt igényelt. Emellett elég erőszakos is volt.
A Római Birodalom terjeszkedésével a hadsereg az egész birodalomban elterjesztette a játékot. Így jutott el az európai népekhez is, ahol ugyancsak nagy sikernek örvendett és a későbbiekben további változatai alakultak ki.

## Középkor
A középkorban a sport és a testgyakorlás egyre inkább az emberi tevékenység részévé válik. A kiváltságos réteg egyre több időt és pénzt képes szentelni arra, hogy testi és szellemi fejlődése érdekében a kor igényeinek megfelelő sportjátéknak hódoljon. Különösen a reneszánsz kor alatt indul látványos fejlődésnek a sport, amikor a nemesek változatos sportágak űzésére speciális játéktermeket építettek. Ezekben az úgynevezett labdaházakban a lovagi játékok és a tenisz mellett a kézilabdázás primitív formája szintén felfedezhető.
Ezek a labdás csapatjátékok előfutárai, és együttesen egy olyan közös gyökeret alkotnak amelyből a többi  labdajáték kifejlődött.

## Újkor
Az újkorban a sport látványos fejlődésnek indul. A testkultúra egyre inkább teret hódít a különböző társadalmi rétegekben, és a mindennapi élet szerves részévé válik. Felgyorsul a különböző sportágak specializációja.

## XX. és XXI. század
Az elmúlt évszázad során rengeteg új és változatos labdajáték alakult ki. Így napjainkban nagy a választék és van miből választani közülük, hogy melyet szeretnénk űzni akár sportszerűen, akár hobbi szerűen.
A legtöbből nemzetközi versenyeket és mérkőzéseket is rendeznek.